# Lambert Redd
Charles Lambert Redd, född 18 februari 1908 i Grafton i Illinois, död februari 1986 i Quincy i Illinois, var en amerikansk friidrottare.
Redd blev olympisk silvermedaljör i längdhopp vid sommarspelen 1932 i Los Angeles.